# Esteban Azpeitia

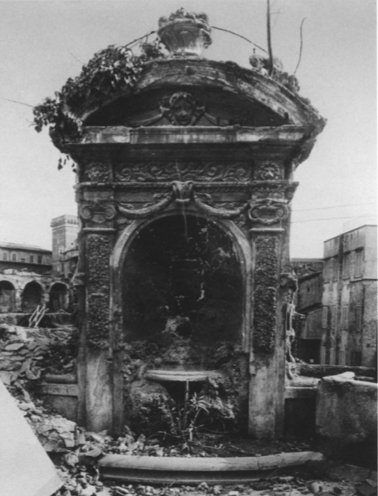
Vista del Ninfeo del hoy desaparecido Palacio Ceva que fue propiedad de Esteban.

Esteban Juan Azpeitia Badules (Calatayud, 23 de diciembre de 1795-Roma, 21 de abril de 1873) fue un jurista español.

## Biografía
Fue hijo de Mariano Azpeitia Gregorio e Ignacia Badules Prados. Tuvo 7 hermanos, entre los que se encuentra Mariano (1812-¿?) eclesiástico, que llegaría a ser canónigo y vicario general de la diócesis de Tarazona.
En 1818 comenzó su relación con el que sería su protector, Juan Francisco Marco (que sería nombrado cardenal en 1828). Este había sido nombrado auditor de la Rota Romana en 1816 y se había trasladado a la Roma. Entre sus tareas como secretario del cardenal Marco, envió en su nombre una carta de condolencias al Cónclave de 1829, tras la muerte de León XII.
Una vez en Roma, además de secretario del Juan Francisco Marco, Esteban sería abogado de la Sagrada Rota Romana. También desarrollaría en esta ciudad distintos empleos al servicio de España, siendo agregado para asuntos eclesiásticos en la Embajada de España ante los Estados Pontificios.
Antes de 1831 fue propietario del palacio Ceva.
Fue albacea del cardenal Marco tras la muerte de este en 1841.
Hacia mediados de siglo fue postulador de la causa de beatificación de Juan de Ávila y de Antonio Alonso Bermejo.Participó en las negociaciones que desembocaron en el Concordato entre el Estado español y la Santa Sede de 1851.
Murió en Roma el 21 de abril de 1873.
Escribió distintas obras líricas. Fue tío del geólogo Florentino Azpeitia Moros y tío abuelo del político Mateo Azpeitia.

## Órdenes y cargos

### Órdenes
- Caballero supernumerario de la Orden de Carlos III. ( Reino de España)
- Caballero de segunda Clase de la Orden de Pio IX. ( Estados Pontificios)
- Comendador de la Orden de San Gregorio Magno. ( Estados Pontificios)[10]

### Cargos
- Doctor en Derecho.
- Secretario, archivero y agregado para asuntos eclesiásticos de la Embajada de España en Roma.[4][5][15]
- Abogado de la Sagrada Rota Romana.
- Vicegobernador de los Lugares Píos de Santiago y Montserrat en Roma.[16]

### Individuales
1. ↑  Tormo y Monzó, Elías (1942). Monumentos de españoles en Roma. Sección de relaciones culturales del Ministerio de asuntos exteriores. Consultado el 15 de febrero de 2023.
2. ↑  García Miralles, M. (1969/1970). «El Cardenal de Bello». Teruel (41 / 42): 91-164 / 5-62.
3. ↑  Archivo Apostólico Vaticano, signatura: Arch. Concist. Conclavi 96, ff. 1-627. (Índice 1311)
4. 1 2  «Guía de forasteros en Madrid para el año de 1848». Guía de forasteros en Madrid: 138. 1848.
5. 1 2  Espadas Burgos, Manuel (2000). «Apéndices». España y la República Romana de 1849. Editorial CSIC - CSIC Press. p. 135. ISBN 978-84-00-07978-9. Consultado el 15 de febrero de 2023.
6. ↑  «Il sig. Esteban Azpeitia». Gazzetta di Parma (en italiano) (101). 17 de diciembre de 1845. p. 403. Consultado el 15 de febrero de 2023.
7. ↑  Castillo y Ayensa, José del (1859). Historia critica de las negociaciones con Roma desde la muerte del Rey D. Fernando VII.. Tejado. p. 292. Consultado el 19 de febrero de 2023.
8. ↑  Alunni, Valentina (2003). «Il rapporto tra il Piccolo Emiciclo e il palazzo Ceva-Tiberi». Bullettino della Commissione Archeologica Comunale di Roma 104: 353-372. ISSN 0392-7636. Consultado el 20 de febrero de 2023.
9. ↑  Ávila, Juan de (1970). Obras Completas Del Santo Maestro Juan de Avila: Biografia. Audi, filia. La Editorial Católica. p. 382. Consultado el 15 de febrero de 2023.
10. 1 2  Sacra rituum congregatione,... altieri relatore Vallisoletana beatificationis, et canonizationis ven. servi Dei Antonii Alonso Bermejo fundatoris nosocomii S. Michaelis Archangeli oppidi de la nava del Rey (en latín). typisSalviucci. 1859. p. 139. Consultado el 15 de febrero de 2023.
11. ↑  Fernández Mellén, Consolación (2018). «Una Iglesia para ultramar: el Concordato de 1851 y su (no) aplicación en las Antillas españolas». Anuario de historia de la Iglesia (27): 269-293. ISSN 1133-0104. Consultado el 10 de octubre de 2023.
12. ↑  «Asuntos judiciales.- Fallecimiento ocurrido en Roma del súbdito español D. Esteban Azpeitia.». Gaceta de Madrid (143). 23 de mayo de 1873. p. 490.
13. ↑  Sánchez Portero, Antonio (1969). Noticia y antología de poetas bilbilitanos. Consultado el 15 de febrero de 2023.
14. ↑  Álvarez Halcón, Ramón Manuel (1997). «Aproximación a la vida y obra del naturalista Florentino Azpeitia Moros (1859-1934)». Llull: Revista de la Sociedad Española de Historia de las Ciencias y de las Técnicas 20 (38): 7-58. ISSN 0210-8615. Consultado el 15 de febrero de 2023.
15. ↑  «Annuario pontificio per l'anno 1853». Anuario pontificio (Tipografia poliglotta vaticana): 317. 1853. Consultado el 20 de febrero de 2023.
16. ↑  Conte, Augusto (1901). Recuerdos de un diplomático. J. Góngora y Álvarez. p. 505. Consultado el 15 de febrero de 2023.